# Estádio Asteras Tripolis
O Estádio Asteras Tripolis é um estadio de futebol sediado, em Tripoli, Grécia, pertence ao Asteras Tripolis, clube da principal divisão do futebol grego, está a 160km de distância de Atenas.
Foi inaugurado em 1976, porém, seu publico recorde é recente, em 2009. 